# Jeanne de Flandreysy
Jeanne de Flandreysy (Valença, 11 de juliol de 1874 - Avinyó, 15 de maig de 1959) va ser una escriptora occitana.
De ben jove, Flandreysy encetà una carrera literària i periodística. S'interessà per la cultura provençal i va escriure diferents obres sobre els jaciments arqueològics dels voltants d'on vivia. El 1899 es casà amb l'aristòcrata escocès d'origen francès Aymar de Flandreysy, però poc després es va quedar viuda.

## Obra
- La Gravure et les Graveurs dauphinois (Grenoble 1901)
- La Grâce de l'enfant dans l'art (1903)
- Femmes et déesses (prefaci de Jules Claretie 1903)
- Le Taureau de Camargue, amb G. Bouzanquet
- La Vénus d'Arles et le Museon Arlaten (prefaci de Frederic Mistral), Alphonse Lemerre, París, 1903, 168 p.
- Vers le Beau (prefaci de Jean Aicard 1904)
- Valence, son histoire, ses richesses d'art, son livre d'or, amb Étienne Mellier, 1910
- Les Lundis de la Marquise Desbielles (Figaro)
- Folco de Baroncelli, La Chèvre d'or, 1948
- Les Saintes-Maries-de-la-Mer. Exvot amb un poema de Folco de Baroncelli i alguns versos de Frederic Mistral, La chèvre d'or, 1948
- Les Venus gréco-romaines de la vallée du Rhône, Jules Céas, Valença, 1906, 70 p.